# Air Saint-Pierre
Air Saint-Pierre ist eine französische Fluggesellschaft mit Sitz in Saint-Pierre auf Saint-Pierre und Miquelon und Basis auf dem Flughafen St. Pierre.

## Geschichte
Im Gründungsjahr 1964 wurde der Flugbetrieb mit einer von Eastern Provincial Airways gemieteten Douglas DC-3 aufgenommen. Mit einer Piper PA-23 Aztec konnte 1966 eine eigene Flotte begründet werden. Im Laufe der folgenden Jahre kamen eine Beechcraft Model 18 und eine Douglas DC-3 hinzu. Die DC-3 wurde 1986 durch eine Hawker Siddeley HS-748 ersetzt, die Aztec durch eine Piper PA-31-350 Navajo Chieftain. Die aktuelle Flotte besteht aus einer ATR 42-600, die im Dezember 2020 erworben wurde, sowie einer achtsitzigen Cessna F 406 für die Flüge zwischen den beiden Inseln.

## Flugziele
Die erste und auch später noch Hauptstrecke ist die Verbindung zwischen den Inseln Saint-Pierre und dem Flugplatz Miquelon auf Miquelon-Langlade. Später kamen die folgenden Verbindungen hinzu.
Air Saint-Pierre bietet inzwischen vom Flughafen St. Pierre aus Flüge nach Montreal, zum Flughafen Halifax, Moncton, New Brunswick und Saint John (New Brunswick) an.
Die Aufnahme von Direktflügen nach Europa fand Anfang 2018 mit Unterstützung der französischen Regierung und in Verbindung mit ASL Airlines France statt. Im Sommer 2018 wurden mit Boeing 737-700 insgesamt 8 Flüge nach Paris durchgeführt. Inzwischen ist die wöchentliche Sommerverbindung nach Paris etabliert. Aufgrund der kurzen Startbahn ist die Passagierzahl auf 100 begrenzt.

## Flotte

### Aktuelle Flotte
Mit Stand Mai 2022 besteht die Flotte der Air Saint-Pierre aus einer 13,3 Jahre alten ATR 42-500 mit 46 Sitzplätzen, einer 1,5 Jahre alten ATR 42-600 mit ebenfalls 46 Sitzen, sowie einer Cessna 406 für acht bis neun Passagiere.

### Ehemalige Flugzeugtypen
- Beechcraft Model 18
- Douglas DC-3
- Hawker Siddeley HS-748
- Piper PA-23
- Piper PA-31-350 Navajo Chieftain